# Hya jezik
Hya jezik (ghye, za; ISO 639-3: hya), čadski jezik, uže skupine Biu-Mandara, kojim govori 940 osoba (2002 SIL) u Kamerunu, u provinciji Far North. U Nigeriji se govori u selima Tukwri, Shike, Ligwe i Gameta, ali se broj govornika ne navodi
Srodan je jeziku Kamwe [hig] iz Nigerije.

## Vanjske poveznice
- Ethnologue (14th)
- Ethnologue (15th)